# Прекрасное далёко (Лукьяненко)
«Прекрасное далёко» — цикл рассказов С. В. Лукьяненко, относящийся к раннему творческому периоду автора, отличающемуся романтизмом. Одна из тем, поднимаемых в этой серии рассказов — традиционная для автора тема свободы и неготовности людей к ней. Здесь она раскрыта в сюжетной линии — роддеров. Эти рассказы, вместе с трилогией «Лорд с планеты Земля», к последней книге которой — «Стеклянное море» они примыкают сюжетно, образую единую историю будущего.
Хронологическая последовательности рассказов не совпадает с порядком их написания:
- «Мой папа — антибиотик» (1992 год)
- «Запах свободы» (1999 год)
- «Дорога на Веллесберг» (1988 год)
- «Почти весна» (1995 год)

однако автор публикует их в сборниках в порядке написания. В предисловии к циклу он пишет:

Читатель, любящий хронологию, может попробовать прочитать рассказы именно в этом порядке. И всё-таки… всё-таки я бы советовал придерживаться той последовательности, в которой рассказы идут в сборнике. Порядок написания в данном случае важнее, ведь именно так я открывал для себя мир «Прекрасного далека».— С.Лукьяненко Комментарий в сборнике «Проводник отсюда»